# Mark-Vlietkanaal
Het Mark-Vlietkanaal is een bevaarbaar kanaal in het westen van Noord-Brabant
Het kanaal verbindt de rivier de Mark ten westen van Stampersgat vanaf het punt waar hij Dintel heet, naar de overgang van de Steenbergse Vliet naar de Roosendaalse Vliet. De laatste is bevaarbaar tot en met de industriegebieden ten noorden en westen van Roosendaal, waar hij twee vertakkingen heeft.
Het kanaal maakt het mogelijk te varen van Roosendaal naar het Volkerak en naar de stad Breda. De roeiverenigingen Breda en Roosendaal organiseren ieder jaar een roeiwedstrijd via deze route.
Het kanaal is gegraven in 1983. Men heeft in feite de oude loop van de Roosendaalse Vliet gevolgd. Ten westen van Oud Gastel takt de Roosendaalse vliet af naar het westen, en gaat het kanaal in een vrijwel rechte lijn naar het noorden, om na ongeveer vier kilometer ten westen van Stampersgat in de Mark uit te monden.

## Link en literatuur
- Historie van de waterloop door Roosendaal
- Mark-Vlietkanaal, in: Lijnen door het Brabantse land (Zwolle 1997), 116-17 ISBN 9040099251